# 天吴

明朝，胡文煥《山海經圖》。

天吴，中国古代传说中的水伯，出自《山海经》。居住在旸谷，形象是八首人面，虎身十尾，身青黄色，能吐吞云雾。在秦腔皮影戏《永乐王还愿》中，龟蛇二将曾下界作乱，张天师请其降伏，天吴左手捉龟，右手捉蛇，回归天庭。